# Hamse Hussein
Hamse Mahdi Hussein (født 7. januar 2000) er en dansk fodboldspiller.

## Klubkarriere
Hamse Mahdi Hussein startede sin fodboldkarriere i Vejgaard Boldspilklub, inden han som U/13-spiller skiftede til Aalborg Chang.
Efter at have været til flere aspiranttræninger skiftede han i vinterpausen i U/14 til AaB. I maj 2016 i en alder af 16 år skrev Hussein under på treårig kontrakt med AaB, hvor han på daværende tidspunkt huserede på klubbens U/17-hold.

### Hobro IK
Han fik sin debut for Hobro IK's førstehold den 23. august 2019, da han blev skiftet ind i det 91. minut som erstatning for Julian Kristoffersen i en 0-0-kamp mod Odense Boldklub.
I august 2020 blev det af Hobro IK offentliggjort, at Hussein forlod klubben.

## Landsholdskarriere
Hussein har dobbelt statsborgerskab, og han har derfor mulighed for at spille for både Danmark og Somalia. Han er således født af somaliske forældre.
Han blev i juni 2020 i en alder af 20 år forhåndsudtaget forud for to kampe mod Sudan.